# Đội tuyển bóng rổ quốc gia nam Tây Ban Nha
Đội bóng rổ quốc gia nam Tây Ban Nha (tiếng Tây Ban Nha: Selección Española de Baloncesto) đại diện cho Tây Ban Nha trong cuộc thi quốc tế bóng rổ. Họ được quản lý bởi Liên đoàn bóng rổ Tây Ban Nha, cơ quan chủ quản của bóng rổ ở Tây Ban Nha.
Tây Ban Nha đã xuất hiện 32 lần tại EuroBasket, giành ba huy chương vàng, sáu huy chương bạc và bốn huy chương đồng. Họ cũng đã thi đấu tại Thế vận hội Mùa hè 12 lần, với ba huy chương bạc và một huy chương đồng là thành tích của họ. Họ đã đạt được FIBA World Cup 12 lần, chiến thắng tất cả hai lần, trong 2006 và 2019.
Tây Ban Nha hiện đang xếp thứ 2 trong FIBA World Rankings chỉ sau Hoa Kỳ.